# Piknik u cesty
Piknik u cesty (1972, Пикник на обочине) je vědeckofantastický román ruských sovětských spisovatelů bratrů Strugackých. Později byl román vydáván také pod jménem Stalker, pod tímto názvem vznikl i stejnojmenný film z roku 1979, který na motivy knihy natočil Andrej Tarkovskij.
Novelou Piknik u cesty byla také později inspirována série video her od studia GSC Game World, nazvaná S.T.A.L.K.E.R.

## Obsah
Příběh se točí okolo  jednoho "Pásem", oblastí, které se vytvořily na Zemi  po dopadu či přistání mimozemského tělesa. Není jasné, jestli se jednalo o dopad havarované kosmické lodi či o zvláštní meteorit, jedna z postav vyslovuje myšlenku, že jsou to zbytky mimozemské civilizace, která si uspořádala jakýsi piknik u cesty (odtud název knihy), a zanechala po svých radovánkách docela slušný nepořádek. Postava dál rozvíjí svou teorii, totiž že stejně jako lesní zvěř, která se po lidském pikniku podivuje věcem, které po sobě lidé zanechají – zapalovač, žvýkačka, olej z auta či alternátor, mají lidé v pásmu co do činění s jevy, které si dobře neumí vysvětlit: místa se zvýšenou gravitací, bouře rozžhaveného "peří", jakési "skořepiny", mezi nimiž se nachází super-statické pole, samy se množící věčné akumulátory a další libůstky. A stejně jako zvířata v lese jsou přítomností předmětů ohroženi na životě. O jevy a předměty v pásmu projevuje zájem kromě vědecké veřejnosti také skupina lidí, kteří nelegálně vnikají do pásma a vynášejí z něj věci na vlastní pěst - "stalkeři". Riskují život a vynášejí do světa předměty nedozírné ceny a nebezpečí současně.
Kniha vrcholí částí, v níž hlavní hrdina vyrazí do pásma ke kouli, která je podle legendy schopna splnit nejtajnější přání, ve filmu Andreje Tarkovského se předchozí kapitoly přeskakují a hrdina je na této cestě doprovázen profesorem a spisovatelem.
Konec knihy je otevřený, tajemná koule snad najde z hlubin duše znechucené hlavní postavy to nejlepší – přeje si zdánlivě fádní „štěstí pro všechny a nikdo ať neodejde s prázdnou“, na rozdíl od filmu, kde je hlavní postava pouhým průvodcem dvou expertů (vědecké elity národa), ze kterých ve finále strastiplné cesty nevypadne přání žádné (jeden se ji dokonce pokusí zničit).

## Filmové adaptace
- Návštěva z vesmíru 1977, Československý televizní film, režisér Otakar Kosek, natočený studiem v Ostravě. Odvysílán v televizi, ale později nenávratně zničen.[1]
- Stalker (1979, Сталкер), sovětsko-německý film, režie Andrej Tarkovskij.

## Česká vydání
- Piknik u cesty, Mladá fronta, Praha 1974, přeložila Marie Uhlířová, znovu 1985.
- Stalker, Laser a Triton, Plzeň a Praha 2002, přeložila Marie Uhlířová, znovu Triton, Praha 2010.
- Piknik u cesty, Triton 2021, přeložil Konstantin Šindelář